# Vlag van De Vier Noorder Koggen

Vlag van De Vier Noorder Koggen

De vlag van De Vier Noorder Koggen is op onbekende datum vastgesteld als de vlag van het waterschap De Vier Noorder Koggen. De vlag kan als volgt worden beschreven:
Gekwartierd van rood, groen, zwart en wit, met over het geheel een ovaal met 4/5 vlaghoogte en een lengte van 6/5 vlaghoogte, bestaande uit 12 gele vierpuntige sterren en 4 gelijke sterren in het midden, geplaatst in een vierkant.
De vier sterren in elke vlak verwijst mogelijk naar de naam De Vier Noorder Koggen en de vier ambachten van West-Friesland.
Vanaf 1973 is de vlag niet langer als de vlag van deze waterschap in gebruik omdat het waterschap De Vier Noorder Koggen in het nieuwe waterschap Westfriesland op is gegaan.

## Verwante afbeeldingen

Wapen van De Vier Noorder Koggen

Aa en Maas · Amstel, Gooi en Vecht · Brabantse Delta · Delfland · De Dommel · Drents Overijsselse Delta · Fryslân · Hollands Noorderkwartier · Hollandse Delta · Hunze en Aa's · Limburg · Noorderzijlvest · Rijn en IJssel · Rijnland · Rivierenland · Scheldestromen · Schieland en de Krimpenerwaard · De Stichtse Rijnlanden · Vallei en Veluwe · Vechtstromen · Zuiderzeeland
Voormalige waterschappen: 
De Aa · De Aarlanden · Alblasserwaard en de Vijfheerenlanden · De Alm · Amelander Grieën · Amstel- en Gooiland · Amstelland · Boarn en Klif · De Bovenvecht · Drentse Aa · Duurswold · Eemszijlvest · Goeree-Overflakkee · Gouwelanden · Groot Maas en Waal · Groot-Haarlemmermeer · Groot-Waterschap van Woerden · Groote Waard · Haarlemmermeerpolder · Hulster Ambacht · IJsselmonde · Krimpenerwaard · Land van Heusden en Altena · Het Lange Rond · Lauwerswâlden · Leidse Rijn · Linge · De Maaskant · Het Maasterras · Mark en Dintel · Marne-Middelsee · Meer en Woude · De Middelsékrite · De Nederwaard · Noord-Beveland · Noord- en Zuid-Beveland · Noord-Limburg · Noord-Veluwe · Noordhollands Noorderkwartier · Noordoostpolder · Noordwoude · Oldambt · Oude IJssel · De Overwaard · De Proosdijlanden · Purmer · Regge en Dinkel · De Runde · Salland · Schermer · Schieland · De Schipbeek · Schouwen-Duiveland · Sevenwolden · De Stellingwerven · Tholen · Tusken Waed en Ie · Uitwaterende Sluizen in Kennemerland en West-Friesland · De Vechtlanden · De Vier Noorder Koggen · Het Vrije van Sluis · De Waadkant · Walcheren · Waterland · De Waterlanden · Westergo's IJsselmeerdijken · Westerkwartier · Westfriesland · Wilck en Wiericke · Wilhelminapolder · Zuiveringschap Limburg